# Better Than a Thousand
Better Than a Thousand fou un grup de música hardcore format el 1997 per Ray Cappo, cantant de Youth of Today, i Graham Land i Ken Olden del grup Battery. Nasqué com un projecte musical paral·lel a Shelter amb què Cappo pretenia enregistrar un parell de cançons amb alguns amics i acabà en tres discos i tres gires mundials.

## Discografia
| Any  | Títol        | Discogràfica       | Informació extra     |
| ---- | ------------ | ------------------ | -------------------- |
| 1997 | Just one     | Revelation Records | Disc de debut        |
| 1999 | Value Driven | Epitaph Records    | Segon disc           |
| 1999 | Self Worth   | Grapes of Wrath    | EP                   |
| 2004 | Discography  | Super Soul Records | Discografia completa |

## Recopilacions
- Fight The World, Not Each Other (A Tribute to 7 Seconds) - In Your Face
- The Rebirth Of Hardcore: 1999 - I Can Make a Difference / Out of Fashion
- Anti-Racist Action: Stop Racism the benefit CD - Poison In Your Brain (LFKB remix)